# 1493
Năm 1493 là một năm trong lịch Julius.